# Kaple svatého Jana Nepomuckého (Železný Brod)
Kaple svatého Jana Nepomuckého v Železném Brodě „Na poušti“ je barokní sakrální stavbou na vyvýšenině jižně na městem v lokalitě zvané „Na poušti “. Bývá také uváděna vzhledem k rozměrům jako kostel, liturgicky se však jedná o kapli. Je chráněna jako kulturní památka České republiky.

## Historie

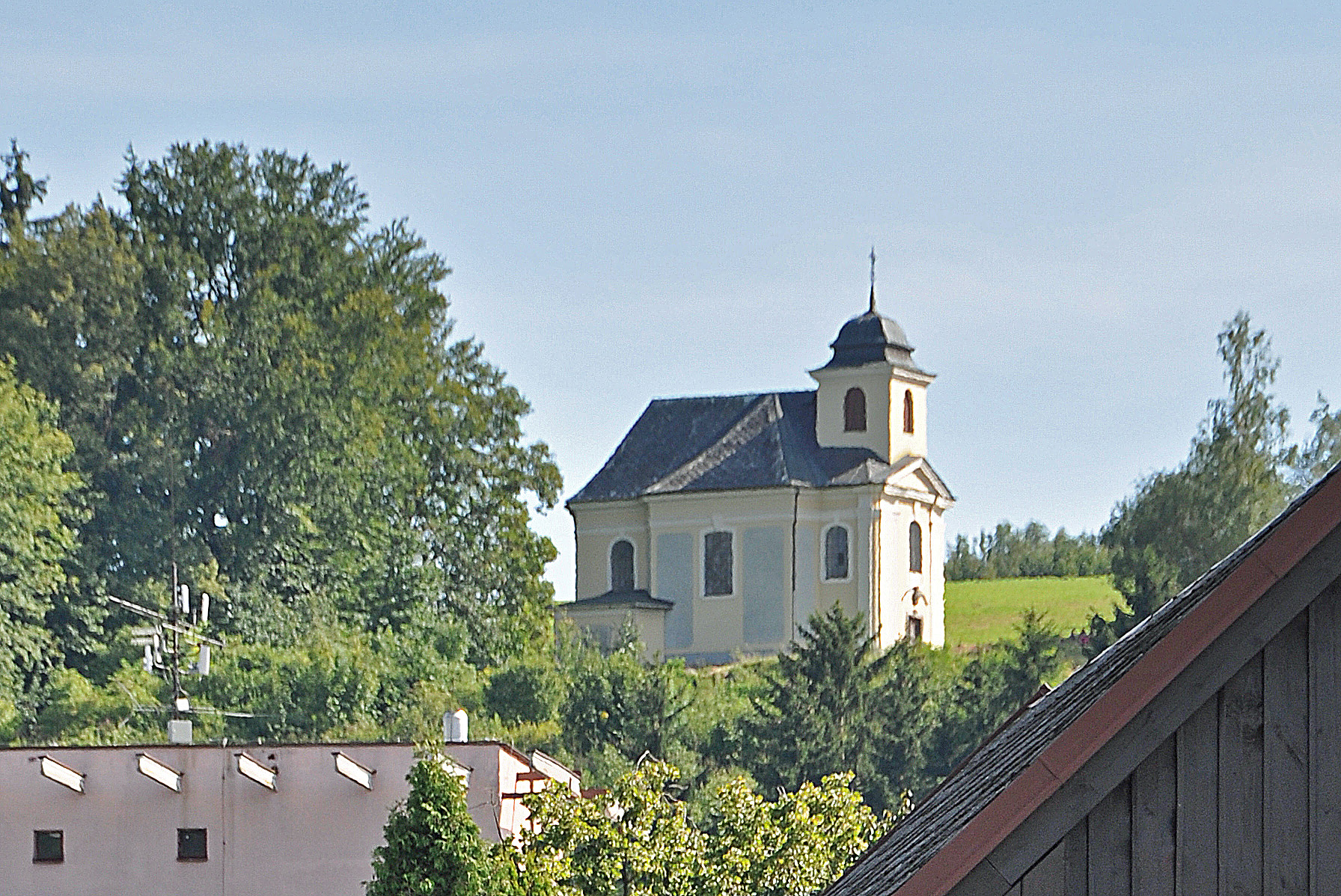
Pohled na železnobrodskou vyvýšeninu „Na poušti“ s kaplí sv. Jana Nepomuckého

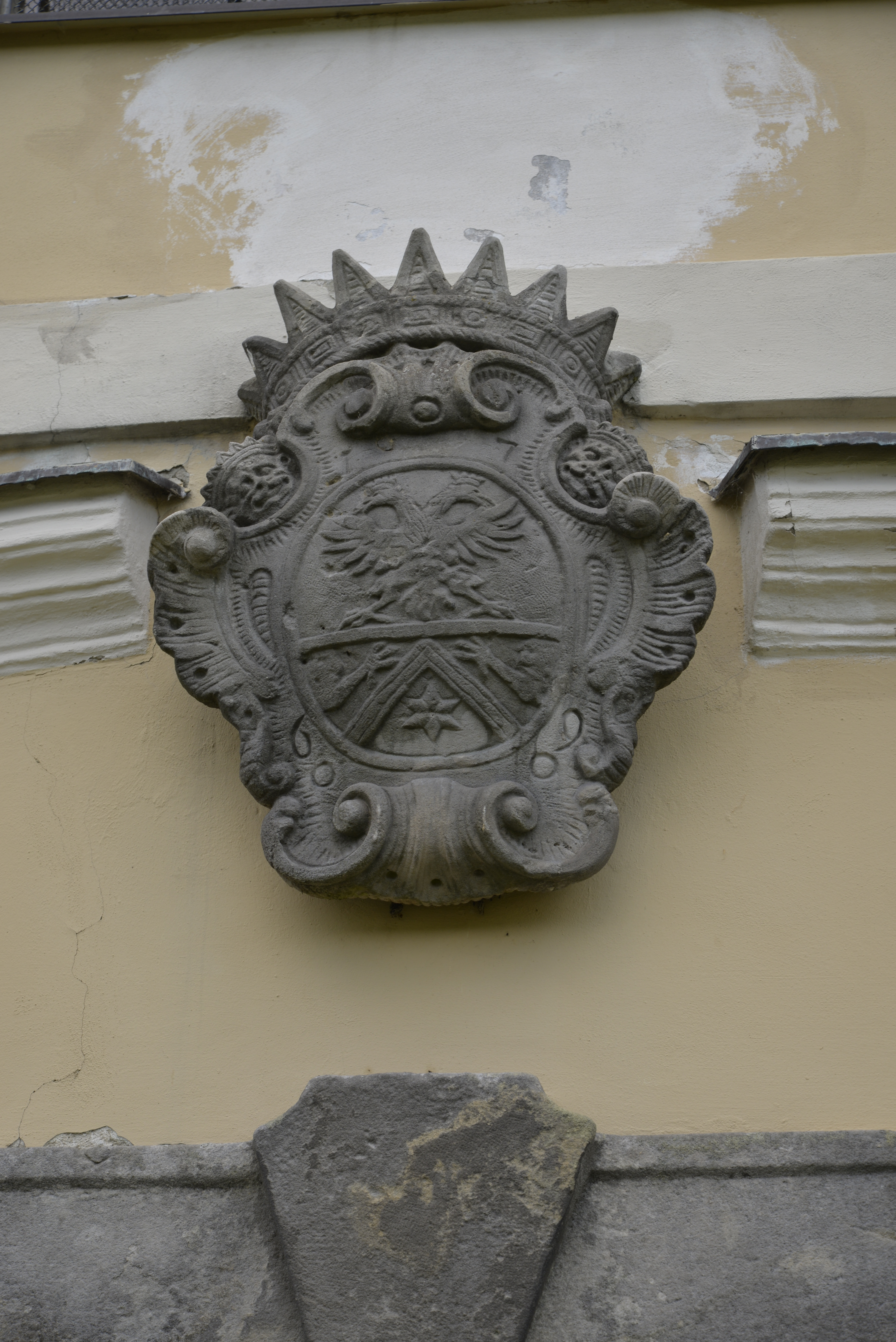
Erb nad vchodem do kaple

Kaple stojí na místě bývalé poustevny (odtud název „Na poušti“). Tuto poustevnu vysoko nad levým břehem Jizery nechal roku 1689 sedlák Vorsa z Brodce (levobřežní předměstí Železného Brodu) postavit pro svého syna. Za sedmileté války zde nalezl úkryt hrabě Karel Josef Des Fours. Na poděkování za záchranu života zahájil roku 1769 stavbu barokní kaple (kostelíka), zasvěcené sv. Janu Nepomuckému, podle plánů pražského architekta Antonína Schmidta (1723–1783). Místo se stalo cílem svatojánských poutí. Od roku 1860 je pod kaplí hrobka rodu Des Fours-Walderode. Po roce 1945 kaple chátrala a od roku 1993 je opravována dobrovolníky. Vzhledem k dobré akustice se v kapli pořádají také koncerty vážné hudby s cílem získat finanční prostředky na její opravy. Od roku 1997 byly obnoveny tradiční svatojánské poutě.

## Architektura
Kaple je jednolodní, s lodí na čtvercovém půdorysu. Má okosená nároží, obdélný segmentově uzavřený presbytář se sakristií a oratoří po stranách. Nad západním průčelím je hranolová věž. Krypta pod kaplí je zazděná. V klenbě kaple je placka.

### Vybavení
Architektura hlavního oltáře pochází z dob výstavby kaple, je malovaná, iluzivní. Oltářní obraz znázorňující Smrt sv. Josefa pochází od Fil. Leubnera z 2. poloviny 18. století. Řada drobných sošek pochází z téhož období.